# Paul Jarrico
Paul Jarrico (Los Angeles, 12 gennaio 1915 – 28 ottobre 1997) è stato uno sceneggiatore statunitense.

## Filmografia parziale
- Beauty for the Asking (1939)
- L'uomo della maschera (The Face Behind the Mask) (1941)
- Tom, Dick e Harry (Tom, Dick and Harry) (1941)
- La parata delle stelle (Thousands Cheer) (1943)
- Song of Russia (1944)
- Odissea tragica (The Search) (1948)
- La torre bianca (The White Tower) (1950)
- La città del piacere (The Las Vegas Story) (1952)
- Illusione (The Man Who Watched Trains Go By) (1952)
- Sfida a Silver City (Salt of the Earth) (1954)
- All Night Long (1962)
- Chiamami buana (Call Me Bwana) (1963)
- Messaggio di morte (Messaggio di morte) (1988)